# German Football League 2018
La German Football League 2018 è la 40ª edizione del campionato di football americano di primo livello, organizzato dalla AFVD.

## Squadre partecipanti
| Club                     | Città                | Stadio                                 | Sponsor ufficiale | Risultato nella stagione 2017 |
| ------------------------ | -------------------- | -------------------------------------- | ----------------- | ----------------------------- |
| Allgäu Comets            | Kempten              | Illerstadion                           |                   |                               |
| Berlin Rebels            | Berlino              | Mommsenstadion                         |                   |                               |
| Cologne Crocodiles       | Colonia              | Sportpark Höhenberg                    |                   |                               |
| Dresden Monarchs         | Dresda               | Heinz-Steyer-Stadion                   |                   |                               |
| Frankfurt Universe       | Francoforte sul Meno | Frankfurter Volksbank Stadion          | Samsung           |                               |
| Hamburg Huskies          | Amburgo              | Hammer Park                            |                   |                               |
| Hildesheim Invaders      | Hildesheim           | Eintrachtstadion                       |                   |                               |
| Ingolstadt Dukes         | Ingolstadt           | ESV-Stadion                            |                   |                               |
| Kiel Baltic Hurricanes   | Kiel                 | Kilia-Stadion                          |                   |                               |
| Kirchdorf Wildcats       | Kirchdorf am Inn     |                                        |                   |                               |
| Marburg Mercenaries      | Marburgo             | Georg-Gaßmann-Stadion                  |                   |                               |
| Munich Cowboys           | Monaco di Baviera    | Städtisches Stadion an der Dantestraße |                   |                               |
| New Yorker Lions         | Braunschweig         | Eintracht-Stadion                      | New Yorker        |                               |
| Potsdam Royals           | Potsdam              |                                        |                   |                               |
| Schwäbisch Hall Unicorns | Schwäbisch Hall      | Optima-Sportpark                       |                   |                               |
| Stuttgart Scorpions      | Stoccarda            | Gazi-Stadion auf der Waldau            |                   |                               |

## Stagione regolare

### Calendario

#### 1ª giornata
| Hildesheim 21 aprile 2018, ore 16:00 | Hildesheim Invaders | 0 – 56 (0-14 0-21 0-14 0-7) referto | Potsdam Royals | Philosophenweg (1114 spett.)\| Arbitro: \| Gitting \| |
| Arbitro:                             | Gitting             |                                     |                |                                                       |

| Kirchdorf am Inn 21 aprile 2018, ore 16:00 | Kirchdorf Wildcats | 15 – 7 (5-0 7-7 3-0 0-0) referto | Stuttgart Scorpions | Inn-Energie-Arena (1000 spett.)\| Arbitro: \| Ball \| |
| Arbitro:                                   | Ball               |                                  |                     |                                                       |

| Monaco di Baviera 21 aprile 2018, ore 16:00 | Munich Cowboys | 0 – 17 (0-0 0-7 0-3 0-7) referto | Frankfurt Universe | Dantestadion (1834 spett.)\| Arbitro: \| Nabinger \| |
| Arbitro:                                    | Nabinger       |                                  |                    |                                                      |

| Colonia 21 aprile 2018, ore 18:01 | Cologne Crocodiles | 32 – 14 (7-7 3-0 19-7 3-0) referto | Kiel Baltic Hurricanes | Sportpark Höhenberg (2173 spett.)\| Arbitro: \| Tschurer \| |
| Arbitro:                          | Tschurer           |                                    |                        |                                                             |

| Berlino 22 aprile 2018, ore 15:00 | Berlin Rebels | 24 – 0 (0-0 10-0 14-0 0-0) referto | Hamburg Huskies | Mommsenstadion (1123 spett.)\| Arbitro: \| Voigtländer \| |
| Arbitro:                          | Voigtländer   |                                    |                 |                                                           |

#### 2ª giornata
| Amburgo 28 aprile 2018, ore 16:00 | Hamburg Huskies | 14 – 24 (0-3 7-7 0-7 7-7) referto | Kiel Baltic Hurricanes | Hammer Park (1337 spett.)\| Arbitro: \| Pruin \| |
| Arbitro:                          | Pruin           |                                   |                        |                                                  |

| Potsdam 28 aprile 2018, ore 16:30 | Potsdam Royals | 34 – 45 (7-17 14-7 7-7 6-14) referto | Dresden Monarchs | Luftschiffhafen (2360 spett.)\| Arbitro: \| Gitting \| |
| Arbitro:                          | Gitting        |                                      |                  |                                                        |

| Schwäbisch Hall 28 aprile 2018, ore 17:00 | Schwäbisch Hall Unicorns | 48 – 7 (14-0 27-0 7-0 0-7) referto | Munich Cowboys | Optima Sportpark (2169 spett.)\| Arbitro: \| Fischer \| |
| Arbitro:                                  | Fischer                  |                                    |                |                                                         |

| Stoccarda 28 aprile 2018, ore 18:00 | Stuttgart Scorpions | 10 – 37 (3-0 7-17 0-13 0-7) referto | Ingolstadt Dukes | Gazi-Stadion auf der Waldau (1566 spett.)\| Arbitro: \| Nabinger \| |
| Arbitro:                            | Nabinger            |                                     |                  |                                                                     |

| Marburgo 29 aprile 2018, ore 16:00 | Marburg Mercenaries | 33 – 7 (14-7 13-0 0-0 6-0) referto | Kirchdorf Wildcats | Georg-Gaßmann-Stadion (1420 spett.)\| Arbitro: \| Sauer \| |
| Arbitro:                           | Sauer               |                                    |                    |                                                            |

#### 3ª giornata
| Dresda 5 maggio 2018, ore 15:00 | Dresden Monarchs | 42 – 24 (7-7 7-17 21-0 7-0) referto | Potsdam Royals | Heinz-Steyer-Stadion (2310 spett.)\| Arbitro: \| Voigtländer \| |
| Arbitro:                        | Voigtländer      |                                     |                |                                                                 |

| Amburgo 5 maggio 2018, ore 16:00 | Hamburg Huskies | 0 – 45 (0-14 0-7 0-21 0-3) referto | New Yorker Lions | Hammer Park (836 spett.)\| Arbitro: \| Denker \| |
| Arbitro:                         | Denker          |                                    |                  |                                                  |

| Kiel 5 maggio 2018, ore 16:00 | Kiel Baltic Hurricanes | 6 – 17 (0-10 6-0 0-7 0-0) referto | Berlin Rebels | Kiliaplatz (2156 spett.)\| Arbitro: \| Pruin \| |
| Arbitro:                      | Pruin                  |                                   |               |                                                 |

| Kirchdorf am Inn 5 maggio 2018, ore 16:00 | Kirchdorf Wildcats | 20 – 20 (0-0 7-12 13-8 0-0) referto | Ingolstadt Dukes | Inn-Energie-Arena (900 spett.)\| Arbitro: \| Plendl \| |
| Arbitro:                                  | Plendl             |                                     |                  |                                                        |

| Kempten 6 maggio 2018, ore 15:00 | Allgäu Comets | 14 – 55 (0-14 7-14 0-27 7-0) referto | Schwäbisch Hall Unicorns | Illerstadion (1832 spett.)\| Arbitro: \| Fischer \| |
| Arbitro:                         | Fischer       |                                      |                          |                                                     |

#### 4ª giornata
| Schwäbisch Hall 12 maggio 2018, ore 17:00 | Schwäbisch Hall Unicorns | 49 – 19 (14-0 21-6 9-6 5-7) referto | Stuttgart Scorpions | Optima-Sportpark (2018 spett.)\| Arbitro: \| Sauer \| |
| Arbitro:                                  | Sauer                    |                                     |                     |                                                       |

| Braunschweig 12 maggio 2018, ore 18:00 | New Yorker Lions | 42 – 3 (21-3 14-0 7-0 0-0) referto | Kiel Baltic Hurricanes | Eintracht-Stadion (3528 spett.)\| Arbitro: \| Schrader \| |
| Arbitro:                               | Schrader         |                                    |                        |                                                           |

| Ingolstadt 12 maggio 2018, ore 18:30 | Ingolstadt Dukes | 42 – 52 (7-7 7-10 0-14 28-21) referto | Allgäu Comets | ESV-Stadion (1026 spett.)\| Arbitro: \| Fischer \| |
| Arbitro:                             | Fischer          |                                       |               |                                                    |

| Francoforte sul Meno 13 maggio 2018, ore 15:00 | Frankfurt Universe | 63 – 7 (14-0 21-0 14-7 14-0) referto | Marburg Mercenaries | PSD Bank Arena (1672 spett.)\| Arbitro: \| M. Tschurer \| |
| Arbitro:                                       | M. Tschurer        |                                      |                     |                                                           |

| Potsdam 13 maggio 2018, ore 16:00 | Potsdam Royals | 41 – 42 (0-13 14-7 13-7 14-15) referto | Cologne Crocodiles | Luftschiffhafen (1300 spett.)\| Arbitro: \| Schwieger \| |
| Arbitro:                          | Schwieger      |                                        |                    |                                                          |

#### 5ª giornata
| Berlino 19 maggio 2018, ore 15:00 | Berlin Rebels | 20 – 31 (0-6 13-6 7-12 0-7) referto | Potsdam Royals | Wilmersdorf (1283 spett.)\| Arbitro: \| Voigtländer \| |
| Arbitro:                          | Voigtländer   |                                     |                |                                                        |

| Amburgo 19 maggio 2018, ore 16:00 | Hamburg Huskies | 6 – 42 (0-14 0-14 0-14 6-0) referto | Dresden Monarchs | Hammer Park (756 spett.)\| Arbitro: \| Pruin \| |
| Arbitro:                          | Pruin           |                                     |                  |                                                 |

| Hildesheim 19 maggio 2018, ore 16:00 | Hildesheim Invaders | 6 – 51 (0-7 6-23 0-14 0-7) referto | New Yorker Lions | Friedrich-Ebert-Stadion (1500 spett.)\| Arbitro: \| Denker \| |
| Arbitro:                             | Denker              |                                    |                  |                                                               |

| Kiel 19 maggio 2018, ore 16:00 | Kiel Baltic Hurricanes | 22 – 22 (0-15 7-0 0-7 15-0) referto | Cologne Crocodiles | Kilia Stadion (2172 spett.)\| Arbitro: \| Schwieger \| |
| Arbitro:                       | Schwieger              |                                     |                    |                                                        |

| Kirchdorf am Inn 19 maggio 2018, ore 16:00 | Kirchdorf Wildcats | 0 – 29 (0-0 0-9 0-14 0-6) referto | Schwäbisch Hall Unicorns | Inn-Energie-Arena (900 spett.)\| Arbitro: \| Stehle \| |
| Arbitro:                                   | Stehle             |                                   |                          |                                                        |

| Ingolstadt 19 maggio 2018, ore 18:30 | Ingolstadt Dukes | 26 – 40 (3-2 7-15 0-7 16-16) referto | Frankfurt Universe | ESV-Stadion\| Arbitro: \| Plendl \| |
| Arbitro:                             | Plendl           |                                      |                    |                                     |

| Kempten 20 maggio 2018, ore 15:00 | Allgäu Comets | 56 – 14 (21-7 21-0 14-0 0-7) referto | Stuttgart Scorpions | Illerstadion (1168 spett.)\| Arbitro: \| Stehle \| |
| Arbitro:                          | Stehle        |                                      |                     |                                                    |

| Marburgo 20 maggio 2018, ore 16:00 | Marburg Mercenaries | 33 – 30 (7-10 14-14 0-0 12-6) referto | Munich Cowboys | Georg-Gassmann-Stadion (965 spett.)\| Arbitro: \| Schrader \| |
| Arbitro:                           | Schrader            |                                       |                |                                                               |

#### 6ª giornata
| Hildesheim 26 maggio 2018, ore 16:00 | Hildesheim Invaders | 17 – 31 (0-17 7-0 3-7 7-7) referto | Berlin Rebels | Philosophenweg (830 spett.)\| Arbitro: \| Schwieger \| |
| Arbitro:                             | Schwieger           |                                    |               |                                                        |

| Dresda 26 maggio 2018, ore 18:00 | Dresden Monarchs | 56 – 21 (7-7 21-7 14-0 14-7) referto | Kiel Baltic Hurricanes | DDV-Stadion (7100 spett.) |

| Braunschweig 26 maggio 2018, ore 18:00 | New Yorker Lions | 39 – 0 (13-0 10-0 7-0 9-0) referto | Hamburg Huskies | Eintracht-Stadion (2655 spett.)\| Arbitro: \| Pruin \| |
| Arbitro:                               | Pruin            |                                    |                 |                                                        |

| Ingolstadt 26 maggio 2018, ore 18:30 | Ingolstadt Dukes | 7 – 45 (0-21 7-10 0-14 0-0) referto | Schwäbisch Hall Unicorns | ESV-Stadion (951 spett.)\| Arbitro: \| Ball \| |
| Arbitro:                             | Ball             |                                     |                          |                                                |

| Francoforte sul Meno 26 maggio 2018, ore 19:03 | Frankfurt Universe | 42 – 0 (10-0 14-0 7-0 11-0) referto | Stuttgart Scorpions | Frankfurter Volksbank Stadion (1526 spett.)\| Arbitro: \| M. Tschurer \| |
| Arbitro:                                       | M. Tschurer        |                                     |                     |                                                                          |

#### 7ª giornata
| Berlino 2 giugno 2018, ore 15:00 | Berlin Rebels | 30 – 7 (7-0 6-0 10-0 7-7) referto | Dresden Monarchs | Mommsenstadion (837 spett.)\| Arbitro: \| Gitting \| |
| Arbitro:                         | Gitting       |                                   |                  |                                                      |

| Kiel 2 giugno 2018, ore 16:00 | Kiel Baltic Hurricanes | 48 – 13 (22-0 14-0 9-6 3-7) referto | Hamburg Huskies | Kiliaplatz (2438 spett.)\| Arbitro: \| Denker \| |
| Arbitro:                      | Denker                 |                                     |                 |                                                  |

| Kirchdorf am Inn 2 giugno 2018, ore 16:00 | Kirchdorf Wildcats | 29 – 24 (0-10 0-0 12-7 17-7) referto | Marburg Mercenaries | Inn-Energie-Arena (850 spett.)\| Arbitro: \| Ball \| |
| Arbitro:                                  | Ball               |                                      |                     |                                                      |

| Colonia 2 giugno 2018, ore 17:58 | Cologne Crocodiles | 31 – 7 (7-0 0-7 7-0 17-0) referto | Hildesheim Invaders | Sportpark Höhenberg (1523 spett.)\| Arbitro: \| Schrader \| |
| Arbitro:                         | Schrader           |                                   |                     |                                                             |

| Stoccarda 2 giugno 2018, ore 18:00 | Stuttgart Scorpions | 22 – 42 (3-7 13-6 0-15 6-14) referto | Allgäu Comets | Gazi-Stadion auf der Waldau (1580 spett.)\| Arbitro: \| Nabinger \| |
| Arbitro:                           | Nabinger            |                                      |               |                                                                     |

| Schwäbisch Hall 3 giugno 2018, ore 15:00 | Schwäbisch Hall Unicorns | 17 – 7 (7-0 10-0 0-0 0-7) referto | Frankfurt Universe | Optima Sportpark (2854 spett.)\| Arbitro: \| Stehle \| |
| Arbitro:                                 | Stehle                   |                                   |                    |                                                        |

#### 8ª giornata
| Berlino 9 giugno 2018, ore 15:00 | Berlin Rebels | 24 – 28 (7-0 14-6 3-7 0-15) referto | Kiel Baltic Hurricanes | Mommsenstadion (688 spett.)\| Arbitro: \| Schwieger \| |
| Arbitro:                         | Schwieger     |                                     |                        |                                                        |

| Dresda 9 giugno 2018, ore 15:00 | Dresden Monarchs | 35 – 0 (7-0 14-0 0-0 14-0) referto | Hildesheim Invaders | Heinz-Steyer-Stadion (1740 spett.)\| Arbitro: \| Ball \| |
| Arbitro:                        | Ball             |                                    |                     |                                                          |

| Amburgo 9 giugno 2018, ore 16:00 | Hamburg Huskies | 28 – 43 (7-14 21-7 0-7 0-15) referto | Cologne Crocodiles | Hammer Park (892 spett.)\| Arbitro: \| Denker \| |
| Arbitro:                         | Denker          |                                      |                    |                                                  |

| Ingolstadt 9 giugno 2018, ore 18:30 | Ingolstadt Dukes | 44 – 21 (7-0 17-0 20-14 0-7) referto | Munich Cowboys | ESV-Stadion (1197 spett.)\| Arbitro: \| Stehle \| |
| Arbitro:                            | Stehle           |                                      |                |                                                   |

| Marburgo 10 giugno 2018, ore 16:00 | Marburg Mercenaries | 28 – 14 (14-0 0-7 7-0 7-7) referto | Allgäu Comets | Georg-Gaßmann-Stadion (840 spett.)\| Arbitro: \| Tschurer \| |
| Arbitro:                           | Tschurer            |                                    |               |                                                              |

#### 9ª giornata
| Amburgo 16 giugno 2018, ore 16:00 | Hamburg Huskies | 24 – 42 (7-14 0-14 3-7 14-7) referto | Potsdam Royals | Hammer Park (662 spett.)\| Arbitro: \| Denker \| |
| Arbitro:                          | Denker          |                                      |                |                                                  |

| Hildesheim 16 giugno 2018, ore 16:00 | Hildesheim Invaders | 14 – 34 (0-3 7-14 0-7 7-10) referto | Cologne Crocodiles | Philosophenweg (962 spett.)\| Arbitro: \| Schwieger \| |
| Arbitro:                             | Schwieger           |                                     |                    |                                                        |

| Kiel 16 giugno 2018, ore 16:00 | Kiel Baltic Hurricanes | 31 – 34 (13-10 10-3 0-7 8-14) referto | Dresden Monarchs | Kiliaplatz (2256 spett.)\| Arbitro: \| Pruin \| |
| Arbitro:                       | Pruin                  |                                       |                  |                                                 |

| Monaco di Baviera 16 giugno 2018, ore 16:00 | Munich Cowboys | 14 – 44 (7-7 0-10 7-13 0-14) referto | Schwäbisch Hall Unicorns | Städtisches Stadion an der Dantestraße (1939 spett.)\| Arbitro: \| Ball \| |
| Arbitro:                                    | Ball           |                                      |                          |                                                                            |

| Stoccarda 16 giugno 2018, ore 18:00 | Stuttgart Scorpions | 27 – 30 (3-3 14-13 0-7 10-7) referto | Marburg Mercenaries | Gazi-Stadion auf der Waldau (1311 spett.)\| Arbitro: \| Stehle \| |
| Arbitro:                            | Stehle              |                                      |                     |                                                                   |

| Francoforte sul Meno 16 giugno 2018, ore 21:00 | Frankfurt Universe | 24 – 14 (14-0 0-7 2-7 8-0) referto | Ingolstadt Dukes | PSD Bank Arena (1509 spett.)\| Arbitro: \| D. Schrader \| |
| Arbitro:                                       | D. Schrader        |                                    |                  |                                                           |

| Braunschweig 17 giugno 2018, ore 13:03 | New Yorker Lions | 21 – 26 (6-21 0-3 0-0 15-2) referto | Berlin Rebels | Eintracht-Stadion (3261 spett.)\| Arbitro: \| Sauer \| |
| Arbitro:                               | Sauer            |                                     |               |                                                        |

| Kempten 17 giugno 2018, ore 14:00 | Allgäu Comets | 35 – 23 (6-0 15-16 7-7 7-0) referto | Kirchdorf Wildcats | Illerstadion (1043 spett.)\| Arbitro: \| Fischer \| |
| Arbitro:                          | Fischer       |                                     |                    |                                                     |

#### 10ª giornata
| Berlino 23 giugno 2018, ore 15:00 | Berlin Rebels | 34 – 13 (7-0 21-0 0-7 6-6) referto | Cologne Crocodiles | Mommsenstadion (588 spett.)\| Arbitro: \| Schwieger \| |
| Arbitro:                          | Schwieger     |                                    |                    |                                                        |

| Dresda 23 giugno 2018, ore 15:00 | Dresden Monarchs | 24 – 44 (7-14 10-13 0-3 7-14) referto | New Yorker Lions | Heinz-Steyer-Stadion (1930 spett.)\| Arbitro: \| Ball \| |
| Arbitro:                         | Ball             |                                       |                  |                                                          |

| Hildesheim 23 giugno 2018, ore 16:00 | Hildesheim Invaders | 23 – 9 (14-0 3-0 6-6 0-3) referto | Hamburg Huskies | Philosophenweg (762 spett.)\| Arbitro: \| Sauer \| |
| Arbitro:                             | Sauer               |                                   |                 |                                                    |

| Potsdam 23 giugno 2018, ore 16:30 | Potsdam Royals | 50 – 21 (19-7 7-7 14-7 10-0) referto | Kiel Baltic Hurricanes | Luftschiffhafen (1080 spett.)\| Arbitro: \| Voigtlaender \| |
| Arbitro:                          | Voigtlaender   |                                      |                        |                                                             |

| Kempten 24 giugno 2018, ore 15:00 | Allgäu Comets | 28 – 31 (14-3 14-17 0-0 0-11) referto | Munich Cowboys | Illerstadion (1031 spett.)\| Arbitro: \| Plendl \| |
| Arbitro:                          | Plendl        |                                       |                |                                                    |

| Stoccarda 24 giugno 2018, ore 15:00 | Stuttgart Scorpions | 0 – 38 (0-14 0-14 0-10 0-0) referto | Schwäbisch Hall Unicorns | Gazi-Stadion auf der Waldau (1739 spett.)\| Arbitro: \| Fischer \| |
| Arbitro:                            | Fischer             |                                     |                          |                                                                    |

| Marburgo 24 giugno 2018, ore 16:00 | Marburg Mercenaries | 30 – 24 (9-0 14-10 7-7 0-7) referto | Ingolstadt Dukes | Georg-Gaßmann-Stadion (770 spett.)\| Arbitro: \| Schrader \| |
| Arbitro:                           | Schrader            |                                     |                  |                                                              |

#### 11ª giornata
| Kirchdorf am Inn 30 giugno 2018, ore 16:00 | Kirchdorf Wildcats | 17 – 33 (3-7 7-7 0-13 7-6) referto | Allgäu Comets | Inn-Energie-Arena (850 spett.)\| Arbitro: \| Plendl \| |
| Arbitro:                                   | Plendl             |                                    |               |                                                        |

| Schwäbisch Hall 30 giugno 2018, ore 17:03 | Schwäbisch Hall Unicorns | 38 – 19 (7-0 14-12 3-7 14-0) referto | Marburg Mercenaries | Optima Sportpark (1935 spett.)\| Arbitro: \| Stehle \| |
| Arbitro:                                  | Stehle                   |                                      |                     |                                                        |

| Colonia 1º luglio 2018, ore 15:02 | Cologne Crocodiles | 27 – 58 (0-20 7-21 14-7 6-10) referto | Dresden Monarchs | Flughafenstadion (1535 spett.)\| Arbitro: \| Sauer \| |
| Arbitro:                          | Sauer              |                                       |                  |                                                       |

| Braunschweig 1º luglio 2018, ore 15:00 | New Yorker Lions | 45 – 14 (21-7 14-0 3-7 7-0) referto | Potsdam Royals | Eintracht-Stadion (3418 spett.)\| Arbitro: \| Voigtlaender \| |
| Arbitro:                               | Voigtlaender     |                                     |                |                                                               |

#### 12ª giornata
| Potsdam 7 luglio 2018, ore 15:00 | Potsdam Royals | 0 – 14 (0-0 0-0 0-7 0-7) referto | Hildesheim Invaders | Luftschiffhafen (1100 spett.)\| Arbitro: \| Voigtlaender \| |
| Arbitro:                         | Voigtlaender   |                                  |                     |                                                             |

| Dresda 8 luglio 2018, ore 15:00 | Dresden Monarchs | 52 – 14 (14-7 14-7 14-0 7-0) referto | Hamburg Huskies | Heinz-Steyer-Stadion (2180 spett.)\| Arbitro: \| Gitting \| |
| Arbitro:                        | Gitting          |                                      |                 |                                                             |

| Braunschweig 8 luglio 2018, ore 15:00 | New Yorker Lions | 42 – 21 (14-0 14-7 7-6 7-8) referto | Cologne Crocodiles | Eintracht-Stadion (3112 spett.)\| Arbitro: \| Denker \| |
| Arbitro:                              | Denker           |                                     |                    |                                                         |

| Kempten 8 luglio 2018, ore 15:00 | Allgäu Comets | 7 – 66 (0-26 7-20 0-14 0-6) referto | Frankfurt Universe | Illerstadion (1094 spett.)\| Arbitro: \| Ball \| |
| Arbitro:                         | Ball          |                                     |                    |                                                  |

| Monaco di Baviera 8 luglio 2018, ore 15:00 | Munich Cowboys | 28 – 23 (0-0 7-17 7-0 14-6) referto | Ingolstadt Dukes | Städtisches Stadion an der Dantestraße (1965 spett.)\| Arbitro: \| Fischer \| |
| Arbitro:                                   | Fischer        |                                     |                  |                                                                               |

| Stoccarda 8 luglio 2018, ore 15:00 | Stuttgart Scorpions | 35 – 14 (14-0 7-0 7-0 7-14) referto | Kirchdorf Wildcats | Gazi-Stadion auf der Waldau (1047 spett.)\| Arbitro: \| Sauer \| |
| Arbitro:                           | Sauer               |                                     |                    |                                                                  |

#### 13ª giornata
| Monaco di Baviera 21 luglio 2018, ore 16:00 | Munich Cowboys | 12 – 13 (0-0 6-3 0-0 6-10) referto | Kirchdorf Wildcats | Städtisches Stadion an der Dantestraße (1756 spett.)\| Arbitro: \| Plendl \| |
| Arbitro:                                    | Plendl         |                                    |                    |                                                                              |

#### Recuperi 1
| Francoforte sul Meno 28 luglio 2018, ore 19:00 | Frankfurt Universe | 45 – 6 (7-0 17-0 14-0 7-6) referto | Munich Cowboys | Frankfurter Volksbank Stadion (1625 spett.)\| Arbitro: \| P. Fischer \| |
| Arbitro:                                       | P. Fischer         |                                    |                |                                                                         |

#### 14ª giornata
| Hildesheim 4 agosto 2018, ore 16:00 | Hildesheim Invaders | 15 – 14 (3-7 0-7 0-0 12-0) referto | Kiel Baltic Hurricanes | Philosophenweg (911 spett.)\| Arbitro: \| Tschurer \| |
| Arbitro:                            | Tschurer            |                                    |                        |                                                       |

| Potsdam 4 agosto 2018, ore 16:30 | Potsdam Royals | 13 – 41 (10-14 0-14 3-7 0-6) referto | New Yorker Lions | Luftschiffhafen (1310 spett.)\| Arbitro: \| Gitting \| |
| Arbitro:                         | Gitting        |                                      |                  |                                                        |

| Colonia 4 agosto 2018, ore 17:55 | Cologne Crocodiles | 29 – 37 (14-7 0-14 7-13 8-3) referto | Berlin Rebels | Sportpark Höhenberg (1030 spett.)\| Arbitro: \| Schrader \| |
| Arbitro:                         | Schrader           |                                      |               |                                                             |

| Stoccarda 4 agosto 2018, ore 18:00 | Stuttgart Scorpions | 14 – 21 (0-7 0-7 0-7 7-0) referto | Munich Cowboys | Gazi-Stadion auf der Waldau (1325 spett.)\| Arbitro: \| Stehle \| |
| Arbitro:                           | Stehle              |                                   |                |                                                                   |

| Ingolstadt 4 agosto 2018, ore 18:30 | Ingolstadt Dukes | 21 – 9 (7-3 7-6 0-0 7-0) referto | Kirchdorf Wildcats | ESV-Stadion (500 spett.)\| Arbitro: \| Ball \| |
| Arbitro:                            | Ball             |                                  |                    |                                                |

| Kempten 5 agosto 2018, ore 15:00 | Allgäu Comets | 28 – 25 (14-0 0-7 0-5 14-13) referto | Marburg Mercenaries | Illerstadion (1232 spett.)\| Arbitro: \| Plendl \| |
| Arbitro:                         | Plendl        |                                      |                     |                                                    |

| Francoforte sul Meno 5 agosto 2018, ore 15:11 | Frankfurt Universe | 9 – 12 (6-0 3-0 0-10 0-2) referto | Schwäbisch Hall Unicorns | PSD Bank Stadion (3017 spett.)\| Arbitro: \| H. Sauer \| |
| Arbitro:                                      | H. Sauer           |                                   |                          |                                                          |

#### 15ª giornata
| Kiel 11 agosto 2018, ore 16:00 | Kiel Baltic Hurricanes | 37 – 15 (7-0 7-0 9-7 14-8) referto | Hildesheim Invaders | Kiliaplatz (1883 spett.)\| Arbitro: \| Pruin \| |
| Arbitro:                       | Pruin                  |                                    |                     |                                                 |

| Kirchdorf am Inn 11 agosto 2018, ore 16:00 | Kirchdorf Wildcats | 6 – 14 (0-0 3-0 3-0 0-14) referto | Munich Cowboys | Inn-Energie-Arena (1250 spett.)\| Arbitro: \| Plendl \| |
| Arbitro:                                   | Plendl             |                                   |                |                                                         |

| Potsdam 11 agosto 2018, ore 16:30 | Potsdam Royals | 24 – 0 (7-0 3-0 7-0 7-0) referto | Hamburg Huskies | Luftschiffhafen (1011 spett.)\| Arbitro: \| Schwieger \| |
| Arbitro:                          | Schwieger      |                                  |                 |                                                          |

| Schwäbisch Hall 11 agosto 2018, ore 17:03 | Schwäbisch Hall Unicorns | 44 – 13 (14-0 20-0 7-6 3-7) referto | Ingolstadt Dukes | Optima-Sportpark (1708 spett.)\| Arbitro: \| Fischer \| |
| Arbitro:                                  | Fischer                  |                                     |                  |                                                         |

| Colonia 11 agosto 2018, ore 18:02 | Cologne Crocodiles | 6 – 43 (6-14 0-13 0-7 0-9) referto | New Yorker Lions | Sportpark Höhenberg (1241 spett.)\| Arbitro: \| Nabinger \| |
| Arbitro:                          | Nabinger           |                                    |                  |                                                             |

| Dresda 12 agosto 2018, ore 15:00 | Dresden Monarchs | 20 – 18 (3-3 7-0 7-0 3-15) referto | Berlin Rebels | Heinz-Steyer-Stadion (2940 spett.)\| Arbitro: \| Gitting \| |
| Arbitro:                         | Gitting          |                                    |               |                                                             |

| Marburgo 12 agosto 2018, ore 16:00 | Marburg Mercenaries | 19 – 26 (9-0 0-10 7-9 3-7) referto | Frankfurt Universe | Georg-Gaßmann-Stadion (1240 spett.)\| Arbitro: \| Tschurer \| |
| Arbitro:                           | Tschurer            |                                    |                    |                                                               |

#### 16ª giornata
| Braunschweig 18 agosto 2018, ore 16:03 | New Yorker Lions | 49 – 0 (14-0 14-0 7-0 14-0) referto | Hildesheim Invaders | Eintracht-Stadion (3410 spett.)\| Arbitro: \| Schwieger \| |
| Arbitro:                               | Schwieger        |                                     |                     |                                                            |

| Monaco di Baviera 18 agosto 2018, ore 16:00 | Munich Cowboys | 45 – 17 (14-7 10-0 0-3 21-7) referto | Marburg Mercenaries | Städtisches Stadion an der Dantestraße (1748 spett.)\| Arbitro: \| Plendl \| |
| Arbitro:                                    | Plendl         |                                      |                     |                                                                              |

| Potsdam 18 agosto 2018, ore 16:30 | Potsdam Royals | 18 – 21 (0-7 0-7 12-0 6-7) referto | Berlin Rebels | Luftschiffhafen (1986 spett.)\| Arbitro: \| Gitting \| |
| Arbitro:                          | Gitting        |                                    |               |                                                        |

| Schwäbisch Hall 18 agosto 2018, ore 17:03 | Schwäbisch Hall Unicorns | 65 – 23 (13-0 26-15 20-8 6-0) referto | Allgäu Comets | Optima-Sportpark (1768 spett.)\| Arbitro: \| Nabinger \| |
| Arbitro:                                  | Nabinger                 |                                       |               |                                                          |

| Ingolstadt 18 agosto 2018, ore 19:30 | Ingolstadt Dukes | 28 – 21 (7-7 7-7 7-0 7-7) referto | Stuttgart Scorpions | ESV-Stadion (539 spett.)\| Arbitro: \| Fischer \| |
| Arbitro:                             | Fischer          |                                   |                     |                                                   |

| Francoforte sul Meno 19 agosto 2018, ore 15:00 | Frankfurt Universe | 38 – 7 (3-0 14-0 14-0 7-7) referto | Kirchdorf Wildcats | PSD Bank Arena (1409 spett.)\| Arbitro: \| A. Stehle \| |
| Arbitro:                                       | A. Stehle          |                                    |                    |                                                         |

#### 17ª giornata
| Berlino 25 agosto 2018, ore 15:00 | Berlin Rebels | 23 – 14 (7-0 7-7 0-7 9-0) referto | New Yorker Lions | Mommsenstadion (973 spett.)\| Arbitro: \| Gitting \| |
| Arbitro:                          | Gitting       |                                   |                  |                                                      |

| Dresda 25 agosto 2018, ore 15:00 | Dresden Monarchs | 24 – 7 (0-0 17-0 0-0 7-0) referto | Cologne Crocodiles | Heinz-Steyer-Stadion (2339 spett.)\| Arbitro: \| Voigtlaender \| |
| Arbitro:                         | Voigtlaender     |                                   |                    |                                                                  |

| Amburgo 25 agosto 2018, ore 16:00 | Hamburg Huskies | 21 – 31 (0-21 7-10 0-0 14-0) referto | Hildesheim Invaders | Hammer Park (648 spett.)\| Arbitro: \| Denker \| |
| Arbitro:                          | Denker          |                                      |                     |                                                  |

| Kiel 25 agosto 2018, ore 16:00 | Kiel Baltic Hurricanes | 14 – 38 (0-6 7-13 7-12 0-7) referto | Potsdam Royals | Kiliaplatz (1436 spett.)\| Arbitro: \| Schwieger \| |
| Arbitro:                       | Schwieger              |                                     |                |                                                     |

| Kirchdorf am Inn 25 agosto 2018, ore 16:00 | Kirchdorf Wildcats | 7 – 31 (0-17 7-7 0-7 0-0) referto | Frankfurt Universe | Inn-Energie-Arena (600 spett.)\| Arbitro: \| Nabinger \| |
| Arbitro:                                   | Nabinger           |                                   |                    |                                                          |

| Kempten 26 agosto 2018, ore 15:00 | Allgäu Comets | 23 – 21 (3-0 6-7 0-7 14-7) referto | Ingolstadt Dukes | Ilerstadion (1298 spett.)\| Arbitro: \| Nabinger \| |
| Arbitro:                          | Nabinger      |                                    |                  |                                                     |

| Marburgo 26 agosto 2018, ore 16:00 | Marburg Mercenaries | 36 – 43 (0-0 15-18 7-7 14-18) referto | Stuttgart Scorpions | Georg-Gaßmann-Stadion (850 spett.)\| Arbitro: \| Sauer \| |
| Arbitro:                           | Sauer               |                                       |                     |                                                           |

#### 18ª giornata
| Amburgo 1º settembre 2018, ore 16:00 | Hamburg Huskies | 7 – 24 (0-7 0-14 0-3 7-0) referto | Berlin Rebels | Hammer Park (611 spett.)\| Arbitro: \| Pruin \| |
| Arbitro:                             | Pruin           |                                   |               |                                                 |

| Hildesheim 1º settembre 2018, ore 16:00 | Hildesheim Invaders | 3 – 40 (0-17 0-10 3-10 0-3) referto | Dresden Monarchs | Philosophenweg (995 spett.)\| Arbitro: \| Schrader \| |
| Arbitro:                                | Schrader            |                                     |                  |                                                       |

| Kiel 1º settembre 2018, ore 16:00 | Kiel Baltic Hurricanes | 14 – 22 (7-6 0-9 0-7 7-0) referto | New Yorker Lions | Kiliaplatz (2047 spett.)\| Arbitro: \| Denker \| |
| Arbitro:                          | Denker                 |                                   |                  |                                                  |

| Monaco di Baviera 1º settembre 2018, ore 16:00 | Munich Cowboys | 24 – 34 (14-0 10-14 0-14 0-6) referto | Allgäu Comets | Städtisches Stadion an der Dantestraße (1819 spett.)\| Arbitro: \| Fischer \| |
| Arbitro:                                       | Fischer        |                                       |               |                                                                               |

| Stoccarda 1º settembre 2018, ore 18:00+ | Stuttgart Scorpions | 7 – 41 (7-14 0-13 0-0 0-14) referto | Frankfurt Universe | Gazi-Stadion auf der Waldau (1138 spett.)\| Arbitro: \| Plendl \| |
| Arbitro:                                | Plendl              |                                     |                    |                                                                   |

| Colonia 2 settembre 2018, ore 15:00 | Cologne Crocodiles | 31 – 18 (7-0 14-12 3-0 7-6) referto | Potsdam Royals | Sportpark Höhenberg (1434 spett.)\| Arbitro: \| Sauer \| |
| Arbitro:                            | Sauer              |                                     |                |                                                          |

| Marburgo 2 settembre 2018, ore 16:03 | Marburg Mercenaries | 31 – 34 (0-7 17-6 0-0 14-21) referto | Schwäbisch Hall Unicorns | Georg-Gaßmann-Stadion (950 spett.)\| Arbitro: \| Tschurer \| |
| Arbitro:                             | Tschurer            |                                      |                          |                                                              |

#### 19ª giornata
| Monaco di Baviera 8 settembre 2018, ore 16:00 | Munich Cowboys | 37 – 7 (10-0 21-0 6-7 0-0) referto | Stuttgart Scorpions | Städtisches Stadion an der Dantestraße (2074 spett.)\| Arbitro: \| Ball \| |
| Arbitro:                                      | Ball           |                                    |                     |                                                                            |

| Schwäbisch Hall 8 settembre 2018, ore 17:00 | Schwäbisch Hall Unicorns | 40 – 0 (7-0 30-0 0-0 3-0) referto | Kirchdorf Wildcats | Optima-Sportpark (1680 spett.)\| Arbitro: \| Nabinger \| |
| Arbitro:                                    | Nabinger                 |                                   |                    |                                                          |

| Colonia 8 settembre 2018, ore 18:00 | Cologne Crocodiles | 38 – 21 (7-0 14-14 17-7 0-0) referto | Hamburg Huskies | Sportpark Höhenberg (1489 spett.)\| Arbitro: \| Tschurer \| |
| Arbitro:                            | Tschurer           |                                      |                 |                                                             |

| Ingolstadt 8 settembre 2018, ore 18:30 | Ingolstadt Dukes | 30 – 34 (0-13 17-7 3-7 10-7) referto | Marburg Mercenaries | ESV-Stadion (974 spett.)\| Arbitro: \| Fischer \| |
| Arbitro:                               | Fischer          |                                      |                     |                                                   |

| Berlino 9 settembre 2018, ore 15:00 | Berlin Rebels | 38 – 0 (10-0 7-0 21-0 0-0) referto | Hildesheim Invaders | Mommsenstadion (834 spett.)\| Arbitro: \| Voigtlaender \| |
| Arbitro:                            | Voigtlaender  |                                    |                     |                                                           |

| Braunschweig 9 settembre 2018, ore 15:00 | New Yorker Lions | 28 – 28 (14-7 14-14 0-7 0-0) referto | Dresden Monarchs | Eintracht-Stadion (4575 spett.)\| Arbitro: \| Pruin \| |
| Arbitro:                                 | Pruin            |                                      |                  |                                                        |

| Francoforte sul Meno 9 settembre 2018, ore 15:02 | Frankfurt Universe | 55 – 14 (20-7 14-0 7-7 14-0) referto | Allgäu Comets | PSD Bank Arena (1935 spett.)\| Arbitro: \| D. Schrader \| |
| Arbitro:                                         | D. Schrader        |                                      |               |                                                           |

### Classifica
Le classifiche della regular season sono le seguenti.
- PCT = percentuale di vittorie, G = partite giocate, V = partite vinte,  P = partite perse, PF = punti fatti, PS = punti subiti

#### GFL Nord
| Pos. | Squadra                | PCT  | G  | V  | N | P  | PF  | PS  |
| ---- | ---------------------- | ---- | -- | -- | - | -- | --- | --- |
| 1    | New Yorker Lions       | .821 | 14 | 11 | 1 | 2  | 526 | 178 |
| 2    | Dresden Monarchs       | .821 | 14 | 11 | 1 | 2  | 507 | 286 |
| 3    | Berlin Rebels          | .786 | 14 | 11 | 0 | 3  | 367 | 211 |
| 4    | Cologne Crocodiles     | .536 | 14 | 7  | 1 | 6  | 376 | 403 |
| 5    | Potsdam Royals         | .429 | 14 | 6  | 0 | 8  | 403 | 360 |
| 6    | Kiel Baltic Hurricanes | .321 | 14 | 4  | 1 | 9  | 297 | 394 |
| 7    | Hildesheim Invaders    | .286 | 14 | 4  | 0 | 10 | 145 | 446 |
| 8    | Hamburg Huskies        | .000 | 14 | 0  | 0 | 14 | 157 | 499 |

#### GFL Süd
| Pos. | Squadra                  | PCT   | G  | V  | N | P  | PF  | PS  |
| ---- | ------------------------ | ----- | -- | -- | - | -- | --- | --- |
| 1    | Schwäbisch Hall Unicorns | 1.000 | 14 | 14 | 0 | 0  | 558 | 163 |
| 2    | Frankfurt Universe       | .857  | 14 | 12 | 0 | 2  | 506 | 146 |
| 3    | Allgäu Comets            | .571  | 14 | 8  | 0 | 6  | 403 | 488 |
| 4    | Munich Cowboys           | .429  | 14 | 6  | 0 | 8  | 290 | 373 |
| 5    | Marburg Mercenaries      | .429  | 14 | 6  | 0 | 8  | 366 | 438 |
| 6    | Ingolstadt Dukes         | .321  | 14 | 4  | 1 | 9  | 350 | 401 |
| 7    | Kirchdorf Wildcats       | .250  | 14 | 3  | 1 | 10 | 167 | 372 |
| 8    | Stuttgart Scorpions      | .143  | 14 | 2  | 0 | 12 | 226 | 486 |

## Playoff e playout

### Tabellone
|  | Quarti di finale | Quarti di finale         | Quarti di finale   |                          |                    | Semifinali               | Semifinali | Semifinali |  |  | XL German Bowl | XL German Bowl     | XL German Bowl |
|  |                  |                          |                    |                          |                    |                          |            |            |  |  |                |                    |                |
|  | 1N               | New Yorker Lions         | 59                 |                          |                    |                          |            |            |  |  |                |                    |                |
|  | 4S               | Munich Cowboys           | 14                 |                          |                    |                          |            |            |  |  |                |                    |                |
|  | 4S               | Munich Cowboys           | 14                 |                          | 1N                 | New Yorker Lions         | 17         |            |  |  |                |                    |                |
|  |                  |                          |                    |                          | 1N                 | New Yorker Lions         | 17         |            |  |  |                |                    |                |
|  |                  | 2N                       | Frankfurt Universe | 20                       |                    |                          |            |            |  |  |                |                    |                |
|  | 2S               | 2N                       | Frankfurt Universe | 20                       | Frankfurt Universe | 6                        |            |            |  |  |                |                    |                |
|  | 2S               |                          |                    |                          | Frankfurt Universe | 6                        |            |            |  |  |                |                    |                |
|  | 3N               | Berlin Rebels            | 5                  |                          |                    |                          |            |            |  |  |                |                    |                |
|  |                  |                          |                    |                          |                    |                          |            |            |  |  | 2S             | Frankfurt Universe | 19             |
|  |                  |                          | 1S                 | Schwäbisch Hall Unicorns | 21                 |                          |            |            |  |  |                |                    |                |
|  | 1S               | Schwäbisch Hall Unicorns | 37                 |                          |                    |                          |            |            |  |  |                |                    |                |
|  | 4N               | Cologne Crocodiles       | 15                 |                          |                    |                          |            |            |  |  |                |                    |                |
|  | 4N               | Cologne Crocodiles       | 15                 |                          | 1S                 | Schwäbisch Hall Unicorns | 23         |            |  |  |                |                    |                |
|  |                  |                          |                    |                          | 1S                 | Schwäbisch Hall Unicorns | 23         |            |  |  |                |                    |                |
|  |                  | 2N                       | Dresden Monarchs   | 7                        |                    |                          |            |            |  |  |                |                    |                |
|  | 2N               | 2N                       | Dresden Monarchs   | 7                        | Dresden Monarchs   | 51                       |            |            |  |  |                |                    |                |
|  | 2N               |                          |                    |                          | Dresden Monarchs   | 51                       |            |            |  |  |                |                    |                |
|  | 3S               | Allgäu Comets            | 19                 |                          |                    |                          |            |            |  |  |                |                    |                |

### Quarti di finale
| Dresda 22 settembre 2018, ore 15:00 | Dresden Monarchs | 51 – 19 (7-0 14-7 21-0 9-12) referto | Allgäu Comets | Heinz-Steyer-Stadion (2790 spett.)\| Arbitro: \| Voigtlaender \| |
| Arbitro:                            | Voigtlaender     |                                      |               |                                                                  |

| Schwäbisch Hall 22 settembre 2018, ore 17:01 | Schwäbisch Hall Unicorns | 37 – 14 (7-0 3-0 7-0 20-14) referto | Cologne Crocodiles | Optima Sportpark (2493 spett.)\| Arbitro: \| Ball \| |
| Arbitro:                                     | Ball                     |                                     |                    |                                                      |

| Braunschweig 22 settembre 2018, ore 18:00 | New Yorker Lions | 59 – 14 (7-7 17-0 28-0 7-7) referto | Munich Cowboys | Eintracht-Stadion (3712 spett.)\| Arbitro: \| Denker \| |
| Arbitro:                                  | Denker           |                                     |                |                                                         |

| Francoforte sul Meno 23 settembre 2018, ore 14:59 | Frankfurt Universe | 6 – 5 (0-3 3-0 0-0 3-2) referto | Berlin Rebels | PSD Bank Stadion (2164 spett.)\| Arbitro: \| M. Tschurer \| |
| Arbitro:                                          | M. Tschurer        |                                 |               |                                                             |

### Semifinali
| Schwäbisch Hall 29 settembre 2018, ore 17:02 | Schwäbisch Hall Unicorns | 23 – 7 (14-0 2-0 0-7 7-0) referto | Dresden Monarchs | Optima Sportpark (3204 spett.)\| Arbitro: \| Fischer \| |
| Arbitro:                                     | Fischer                  |                                   |                  |                                                         |

| Braunschweig 29 settembre 2018, ore 18:00 | New Yorker Lions | 17 – 20 (d.t.s.) (7-7 3-0 0-0 0-3 7-7 0-3) referto | Frankfurt Universe | Eintracht-Stadion (3421 spett.)\| Arbitro: \| Schwieger \| |
| Arbitro:                                  | Schwieger        |                                                    |                    |                                                            |

### Playout

#### GFL Nord
| Amburgo 22 settembre 2018, ore 15:00 | Hamburg Huskies | 10 – 36 (0-7 3-3 0-7 7-19) referto | Düsseldorf Panther | Hammer Park (641 spett.)\| Arbitro: \| Pruin \| |
| Arbitro:                             | Pruin           |                                    |                    |                                                 |

| Düsseldorf 6 ottobre 2018, ore 15:35 | Düsseldorf Panther | 34 – 21 (14-0 14-0 0-7 6-14) referto | Hamburg Huskies | Vfl Benrath (2100 spett.)\| Arbitro: \| Schrader \| |
| Arbitro:                             | Schrader           |                                      |                 |                                                     |

#### GFL Süd
| Stoccarda 22 settembre 2018, ore 18:00 | Stuttgart Scorpions | 72 – 34 (21-0 26-0 13-21 12-13) referto | Ravensburg Razorbacks | Gazi-Stadion auf der Waldau (1970 spett.)\| Arbitro: \| Fischer \| |
| Arbitro:                               | Fischer             |                                         |                       |                                                                    |

| Weingarten 7 ottobre 2018, ore 15:00 | Ravensburg Razorbacks | 6 – 48 (0-14 0-14 0-13 6-7) referto | Stuttgart Scorpions | Lindenhofstadion (2038 spett.)\| Arbitro: \| Stehle \| |
| Arbitro:                             | Stehle                |                                     |                     |                                                        |

### XL German Bowl
| Arbitri: | Plendl Siebmanns Ringelstein Plonka Paul Schumann Schuster |

| |           | |
| Rutenbeck 11':13" Q2 (TD) 42yd pass from M. Ehrenfried T. Stadelmayr Q2 (pat) Robitaille 8':06" Q4 (TD) 2yd pass from M. Ehrenfried T. Stadelmayr Q4 (pat) Knoblauch 5':51" Q4 (TD) 43yd fumble recovery T. Stadelmayr Q4 (pat) | Marcatori | Betza 7':56" Q1 (TD) 11yd run Sagne 4':18" Q1 (TD) 13yd pass from A. Elffers Duis Q1 (pat) Thomas 1':33" Q4 (TD) 12yd pass from A. Elffers |

## Verdetti
- Schwäbisch Hall Unicorns Campioni della Germania 2018
- Hamburg Huskies retrocessi in GFL2 2019